# Misterul înălțării
Misterul înălțării (titlu original: Risen) este un film american biblic dramatic din 2016 regizat de Kevin Reynolds și scris de Reynolds și Paul Aiello. Rolurile principale au fost interpretate de actorii Joseph Fiennes, Tom Felton, Peter Firth și Cliff Curtis. Acțiunea filmului are loc după învierea lui Iisus Hristos și prezintă încercările unui ofițer roman de a-I găsi trupul. Columbia Pictures a lansat filmul la 19 februarie 2016, în România a avut premiera la 22 aprilie 2016.

## Prezentare
După ce strivește o răscoală a zeloților conduși de Baraba, Clavius, tribun roman, este însărcinat de Pilat din Pont să investigheze zvonurile despre învierea unui Mesia evreiesc și să găsească trupul dispărut din mormânt al lui Iisus din Nazaret, cu scopul de a reprima o revoltă iminentă în Ierusalim, în timpul primelor 40 de zile după învierea lui Hristos. După ce dă eșec în privința găsirii trupului, Clavius îi caută și-i găsește pe ucenicii lui Iisus și, în mod neașteptat, Îl găsește pe Iisus înviat. Pilat află că, aparent, Clavius l-a trădat și trimite un contingent de trupe romane ca să-i urmărească pe Clavius și pe discipolii lui Iisus. Clavius îi ajută pe aceștia să scape de romani și este martor la vindecarea unui lepros, apoi la înălțarea lui Iisus în cer. Clavius se luptă să împace ceea ce a văzut cu ceea ce știe despre lume.

## Distribuție
- Joseph Fiennes - Clavius
- Tom Felton - Lucius
- Peter Firth - Pilat din Pont
- Cliff Curtis - Iisus
- María Botto - Maria Magdalena
- Luis Callejo - Iacob
- Antonio Gil - Iosif din Arimateea
- Joe Manjón - Bartolomeu
- Pepe Lorente - Tadeu
- Stewart Scudamore - Petru

## Producție
Filmările au avut loc în Malta și în Spania.